# Juoksengi
Juoksengi ist ein Ort (tätort) in der schwedischen Provinz Norrbottens län und in der historischen Provinz Norrbotten.

## Lage
Juoksengi gehört zur Gemeinde Övertorneå. Der Ort liegt etwa 130 km Luftlinie nordöstlich der Provinzhauptstadt Luleå und gut 20 km nordnordöstlich des Hauptortes der Gemeinde, Övertorneå, am rechten Ufer des Torne älv, der dort die Grenze zu Finnland markiert. Juoksengi ist nach Övertorneå der zweitgrößte Ort der Gemeinde.
Juoksengi liegt genau am nördlichen Polarkreis. Durch den Ort führt der Riksväg 99, der von Haparanda entlang dem Torne älv und der finnischen Grenze nach Karesuando verläuft. An der Straße wurde auf Höhe der Überquerung des Polarkreises am südlichen Ortseingang 2004 das Polcirkelhuset eröffnet. Einige Kilometer südlich des Ortes befindet sich an der Straße auf Höhe der Stromschnelle Kattilakoski des Torne älv eine weitere Raststätte mit Restaurant und Informationszentrum.

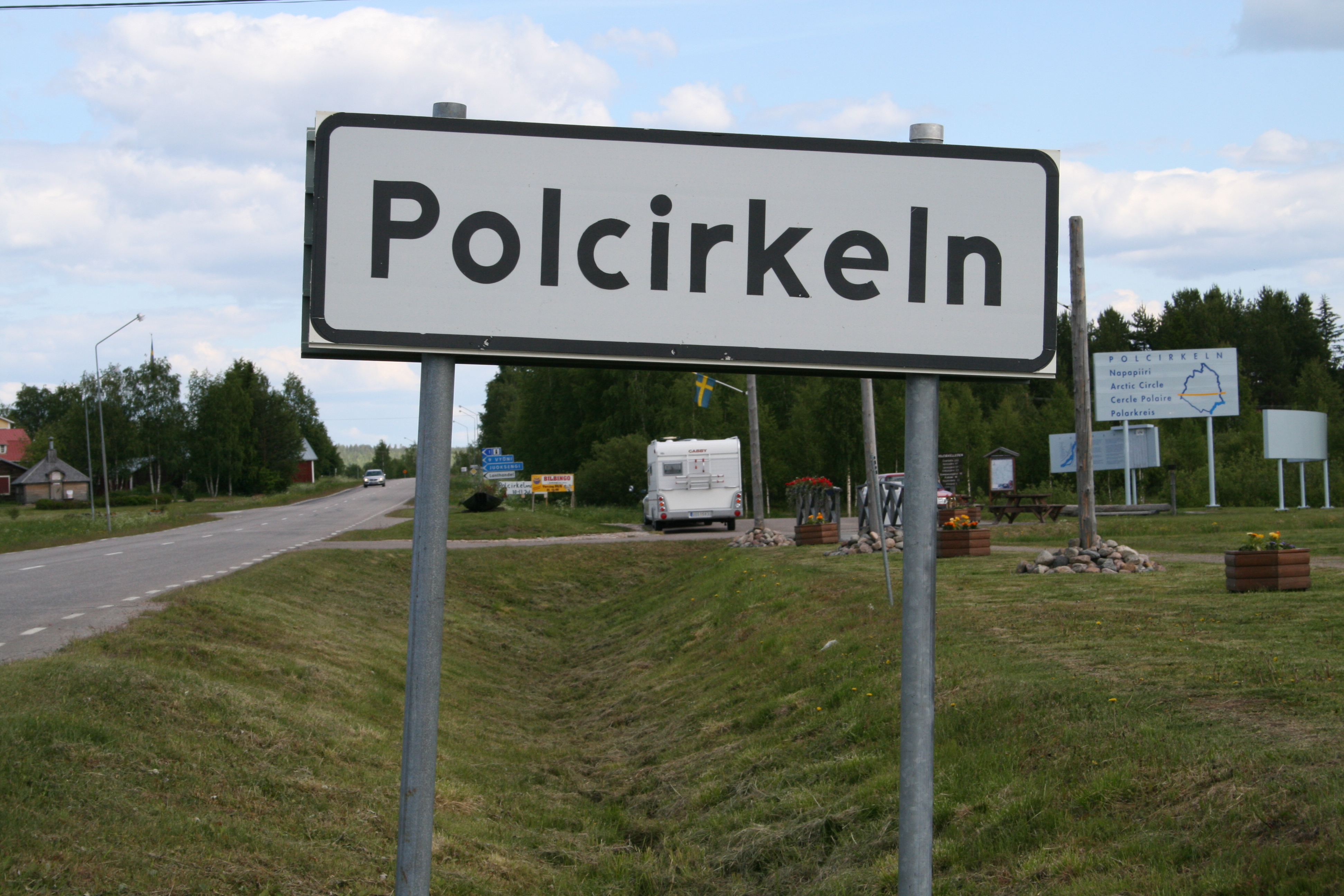
Polarkreis in Juoksengi
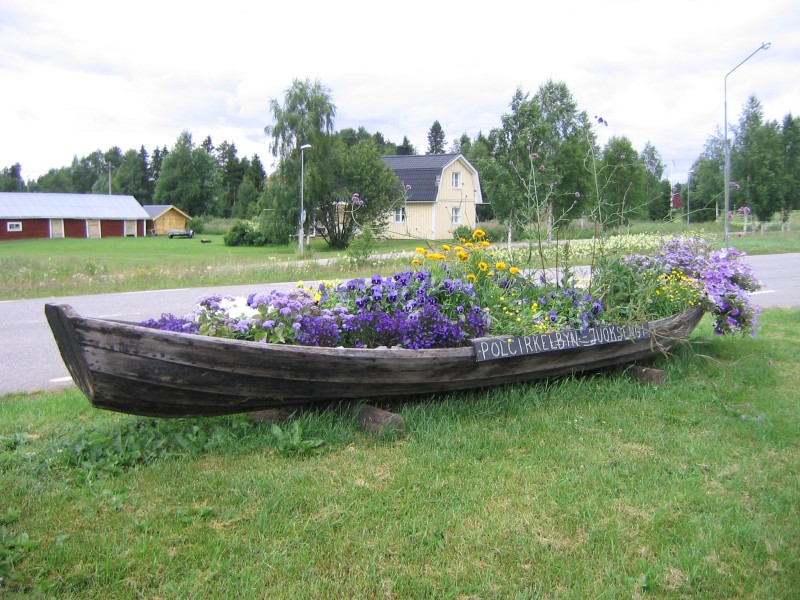
Straßendekoration mit der Aufschrift Polarkreisdorf Juoksengi

## Geschichte
Juoksengi gehört zu den ältesten Ortschaften im Tornedalen und existierte bereits im späten Mittelalter. Im 16. Jahrhundert gab es etwa 15 Höfe. Die Bedeutung des Ortsnamens, zunächst als Jwxenge, Joxenge und Juxenhe erwähnt, ist nicht eindeutig geklärt: entweder vom samischen Wort juoksa für ‚Bogen‘ – bezogen auf den Lauf des Torne älv südlich des Ortes – oder, wahrscheinlicher, von einem Personennamen Juoksa. 1760 taucht erstmals die dem heutigen ähnliche Bezeichnung Juoxengi auf.
Das Dorf lag auf beiden Seiten des Torne älv, wurde aber 1809 getrennt, als Finnland an das Russische Reich angeschlossen und der Torne älv zur Staatsgrenze wurde. Seither entwickelten sich die Ortsteile separat; das Dorf auf der finnischen Seite gehört heute als Juoksenki zur Gemeinde Pello.
Seit Mitte des 20. Jahrhunderts sank die Einwohnerzahl von Juoksengi um mehr als die Hälfte. Der Ort ist landwirtschaftlich geprägt; außerdem gibt es verschiedene Transport- und Handwerksunternehmen. Im Ort gibt es eine 1963 geweihte und 1984 erweiterte Kirche sowie eine Schule.